# Natuurpark Persina

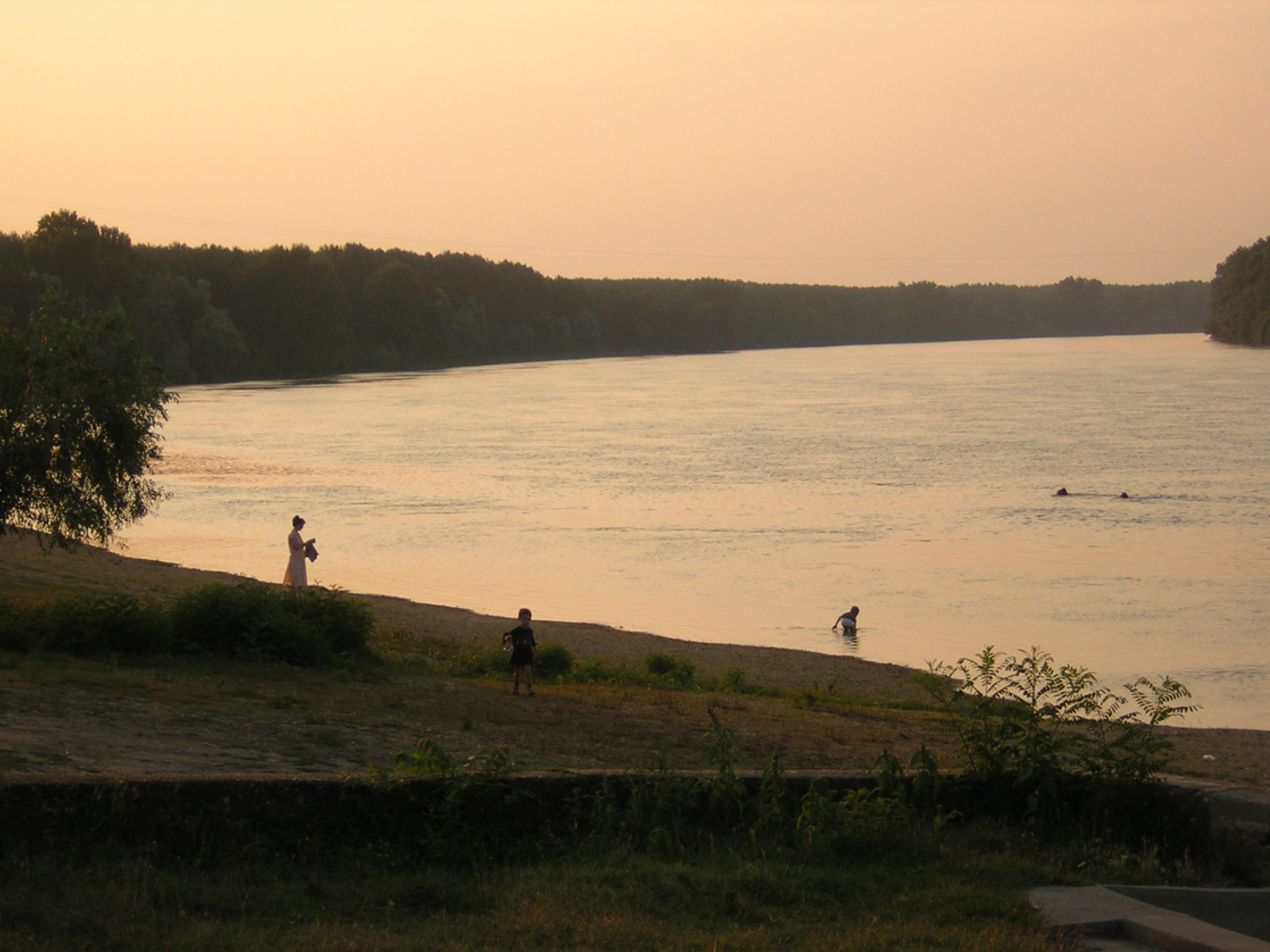

Natuurpark Persina (Bulgaars: Природен парк Персина) is een natuurpark in Bulgarije. Het park is 21672 hectare groot en werd opgericht in 2000. Het natuurpark omvat een eiland in de Donau met draslanden; het is een Ramsar-gebied. In het park komt pelikaan voor.